# Socionext
Socionext (яп. 株式会社ソシオネクスト Kabushiki-kaisha Soshionekusuto) — это компания, проектирующая системы на кристалле. Образована в марте 2015 года из бывших системных LSI-подразделений Fujitsu   и Panasonic. В компании работает около 2500 сотрудников по всему миру, а штаб-квартира находится в Иокогаме, Япония. Он находится в частной собственности Банка развития Японии, Fujitsu и Panasonic.
Штаб-квартира Socionext Europe находится в Лангене, недалеко от Франкфурт-на-Майне, с другими офисами в Мюнхене, Мейденхеде (Великобритания) и Линце (Австрия).
Socionext America Inc. (SNA) — это филиал Socionext Inc. в США со штаб-квартирой в Санта-Кларе. Компания является безфабричным поставщиком ASIC, специализирующимся на широком спектре стандартных и настраиваемых решений SoC для автомобильного, потребительского и промышленного рынков.